# Омамно
Омамно (хорв. Omamno) — населений пункт у Хорватії, у Загребській жупанії у складі громади Бедениця.

## Населення
Населення за даними перепису 2011 року становило 151 осіб.
Динаміка чисельності населення поселення:

## Клімат
Середня річна температура становить 10,33 °C, середня максимальна – 24,48 °C, а середня мінімальна – -6,04 °C. Середня річна кількість опадів – 868 мм.
| Клімат поселення                              | Клімат поселення | Клімат поселення | Клімат поселення | Клімат поселення | Клімат поселення | Клімат поселення | Клімат поселення | Клімат поселення | Клімат поселення | Клімат поселення | Клімат поселення | Клімат поселення | Клімат поселення |
| Показник                                      | Січ.             | Лют.             | Бер.             | Квіт.            | Трав.            | Черв.            | Лип.             | Серп.            | Вер.             | Жовт.            | Лист.            | Груд.            |                  |
| Середній максимум, °C                         | 5,81             | 7,81             | 12,22            | 16,44            | 21,34            | 24,48            | 23,90            | 23,32            | 19,37            | 14,24            | 8,62             | 4,71             |                  |
| Середня температура, °C                       | −0,11            | 1,88             | 6,30             | 10,52            | 15,41            | 18,56            | 20,10            | 19,52            | 15,59            | 10,48            | 4,82             | 0,93             |                  |
| Середній мінімум, °C                          | −6,04            | −4,04            | 0,38             | 4,60             | 9,49             | 12,63            | 16,32            | 15,74            | 11,80            | 6,69             | 1,04             | −2,86            |                  |
| Норма опадів, мм                              | 45               | 46               | 57               | 67               | 76               | 98               | 82               | 87               | 82               | 83               | 83               | 62               |                  |
| Середньомісячна швидкість вітру, м/с          | 1.91             | 2.12             | 2.50             | 2.41             | 2.30             | 2.03             | 2.00             | 1.80             | 1.80             | 1.90             | 2.00             | 1.97             |                  |
| Середньомісячна сонячна радіація, кДж/м²·день | 4098             | 6844             | 10496            | 14891            | 19066            | 20940            | 21699            | 18939            | 14026            | 8700             | 4540             | 3264             |                  |
| --------------------------------------------- | ---------------- | ---------------- | ---------------- | ---------------- | ---------------- | ---------------- | ---------------- | ---------------- | ---------------- | ---------------- | ---------------- | ---------------- | ---------------- |
| Джерело:                                      |                  |                  |                  |                  |                  |                  |                  |                  |                  |                  |                  |                  |                  |